# Photis vinogradovi
Photis vinogradovi är en kräftdjursart som beskrevs av Gurjanova 1951. Photis vinogradovi ingår i släktet Photis och familjen Isaeidae. Inga underarter finns listade i Catalogue of Life.